# Kīshestān
Kīshestān är en ort i Iran.   Den ligger i provinsen Gilan, i den nordvästra delen av landet, 250 km nordväst om huvudstaden Teheran. Antalet invånare är 536.
Terrängen runt Kīshestān är mycket platt, och sluttar norrut. Runt Kīshestān är det tätbefolkat, med 659 invånare per kvadratkilometer. Närmaste större samhälle är Rasht, 11,8 km sydost om Kīshestān. Trakten runt Kīshestān består till största delen av jordbruksmark.